# Alan Bible
Alan Bible (Lovelock, 1909. november 20. – Auburn, 1988. szeptember 12.) az Amerikai Egyesült Államok szenátora (Nevada, 1954–1974).